# Heterispa vinula
Heterispa vinula es una especie de insecto coleóptero de la familia Chrysomelidae, descrita en 1847 por Erichson.